# غشاء مخاطي معدي
الغشاء المخاطي في المعدة هو الطبقة التي تحتوي على الغدد وحفر المعدة في البشر، يبلغ سمكها حوالي 1 مم، وسطحها أملس وناعم ومخملي. يتكون من نسيج طلائي عمادي بسيط، الصفيحة المخصوصة، والعضلات المخاطية.

## وصف
في حالته العادية يكون لونه ورديًا في الطرف البوابي و يظهر اللون الأحمر أو البني المحمر على بقية سطحه. أثناء بداية تكونه، يكون لونه أكثر إشراقًا، ويكون احمرار الأوعية أكثر وضوحًا.
كما أنه رقيق في الأطراف القلبية، ولكنه أكثر سمكا تجاه البواب. أثناء الحالة التعاقدية مع العضو يتم طرحه في العديد من الثنيات أو الغضون، والتي في معظمها لها اتجاه طولي، ويتم ملاحظتها بشكل أكبر نحو الطرف البوابي للمعدة، وعلى طول الانحناء الأكبر. تتطمس هذه الطيات بالكامل عندما يصبح العضو منتفخًا.
عند فحصه باستخدام عدسة، يتبين أن السطح الداخلي للغشاء المخاطي يعطي مظهراً غريباً، حيث أنه يظهر على شكل خلية النحل، كونه مغطى بانخفاضات تشبه القمع مثل أو النقيرات على شكل مضلع أو سداسي، والتي تختلف في القطر من 0.12 إلى 0.25 ملم. هذه الإنخفاضات هي قنوات غدد المعدة، وفي الجزء السفلي من كل غدة يمكن رؤية فتحة واحدة دقيقة أو أكثر، وفتحات أنابيب الغدة. الغدد المعدية هي غدد أنبوبة بسيطة أو متفرعة تظهر على الجزء الأعمق من النقرة المعوية داخل مناطق في المعدة ومحددة بطيات الغشاء المخاطي.

## أنواع الغدد

رسم تخطيطي للطبقة المخاطية القلوية في المعدة مع آليات الدفاع المخاطية

هناك ثلاثة أنواع من الغدد: الغدد الفؤادية (في الجزء القريب من المعدة)، الغدد القاعية (التأكسدية) (النوع المسيطر من الغدة)، والغدد البوابية. تحتوي الغدد القلبية بشكل رئيسي على خلايا منتجة للمخاط تسمى الخلايا النقيرية. يهيمن على الجزء السفلي من الغدد القاعية(التأكسدية) الخلايا المعدية الرئيسية التي تنتج الببسينوجين(مقدمة غير نشطة من انزيم البيبسين). تنتشر الخلايا الجدارية، التي تفرز حمض الهيدروكلوريك (HCl) في الغدد، مع معظمها في الجزء الأوسط. يتكون الجزء العلوي من الغدد من الخلايا العنقية المخاطية ؛ وفي هذا الجزء يلاحظ وجود الخلايا الفاصلة. تحتوي الغدد البوابية على خلايا تقوم بإفراز المخاط.
تم العثور على عدة أنواع من خلايا الغدد الصماء في جميع أنحاء الغشاء المخاطي في المعدة. تحتوي الغدد البوابية على خلايا منتجة للغاسترين (خلايا G)؛ وهذا الهرمون يحفز إنتاج حمض من الخلايا الجدارية. أما عن الخلايا شبيهة المعوية أليفة الكروم، فهي موجودة في الغدد التأكسدية وتطلق الهستامين، وهو أيضا محفز قوي لإفراز الحمض. كما تنتج خلايا A الجلوكاغون، الذي يحرك الغلايكوجين الكبدي، وتنتج الخلايا الصماوية المعوية السيروتونين الذي يحفز تقلص العضلات الملساء.

## سطح
يغطي سطح الغشاء المخاطي طبقة واحدة من النسيج الطلائي العمادي. فيبدأ ظهور النسيج الطلائي بشكل مفاجئ عند الفتحة الفؤادية، حيث يوجد تحول مفاجئ من الظهارة الطبقية في المريء إلى النسيج الطلائي في المعدة. البطانة التي تغطي قنوات الغدد تمتلك نفس الخصائص للبطانة التي تغطي المعدة. وهناك تركيز مهم من اليود عن طريق ناقل يوديد الصوديوم (NIS) الموجود في الخلايا المخاطية من ظهارة السطح وحفر المعدة في الجزء السفلي من المعدة والجزء البوابي في المعدة.

## علم الأمراض
- التهاب المعدة
- التهاب المعدة الحاد
- التهاب المعدة المزمن
- أورام المعدة

## روابط خارجية
صور نسيجية: 11301loa — نظام تعلم علم الأنسجة في جامعة بوسطن
علم الأنسجة ucsd.edu نسخة محفوظة 15 فبراير 2015 على موقع واي باك مشين.